# Сражение при Арлингтон-Миллс
Сражение при Арлингтон-Миллс — одно из первых сражений Гражданской войны в США, произошедшее 1 июня 1861 года через несколько часов после сражения за Фэирфакс-Кортхаус.
Под покровом тьмы отряд, состоявший из всего лишь девяти виргинских бойцов, открыл огонь по 1-му Мичиганскому Добровольческому и 11-му Нью-Йоркскому пехотным полкам, находившимся на дежурстве в Арлингтон-Миллс. В перестрелке погиб один солдат армии Союза и ещё один был ранен. Также был ранен один солдат армии Конфедерации. Данное сражение показало, что войска Союза уязвимы для вражеских атак, даже находясь недалеко от столицы.

## Сражение
Ночью 1 июня 1861 года рота Е 1-го Мичиганского Добровольческого пехотного полка была на дежурстве в Арлингтон-Милл. Рота G 11-го Нью-Йоркского пехотного полка находилась в доме неподалёку, готовясь сменить мичиганскую роту на дежурстве. Около 11 часов утра девять виргинских солдат открыли огонь по солдатам армии Союза. Как минимум одна газета сообщила, что в замешательстве мичиганский и нью-йоркский полки открыли огонь друг по другу, а также по вражеским солдатам. В любом случае, виргинские бойцы после небольшой перестрелки были отброшены или отступили. Во время битвы один солдат армии Союза был убит и ещё один ранен (оба из Нью-Йоркского полка), в то время, как у вирджинцев (будущих Конфедератов) один человек был ранен.